# Mąkolno (województwo dolnośląskie)

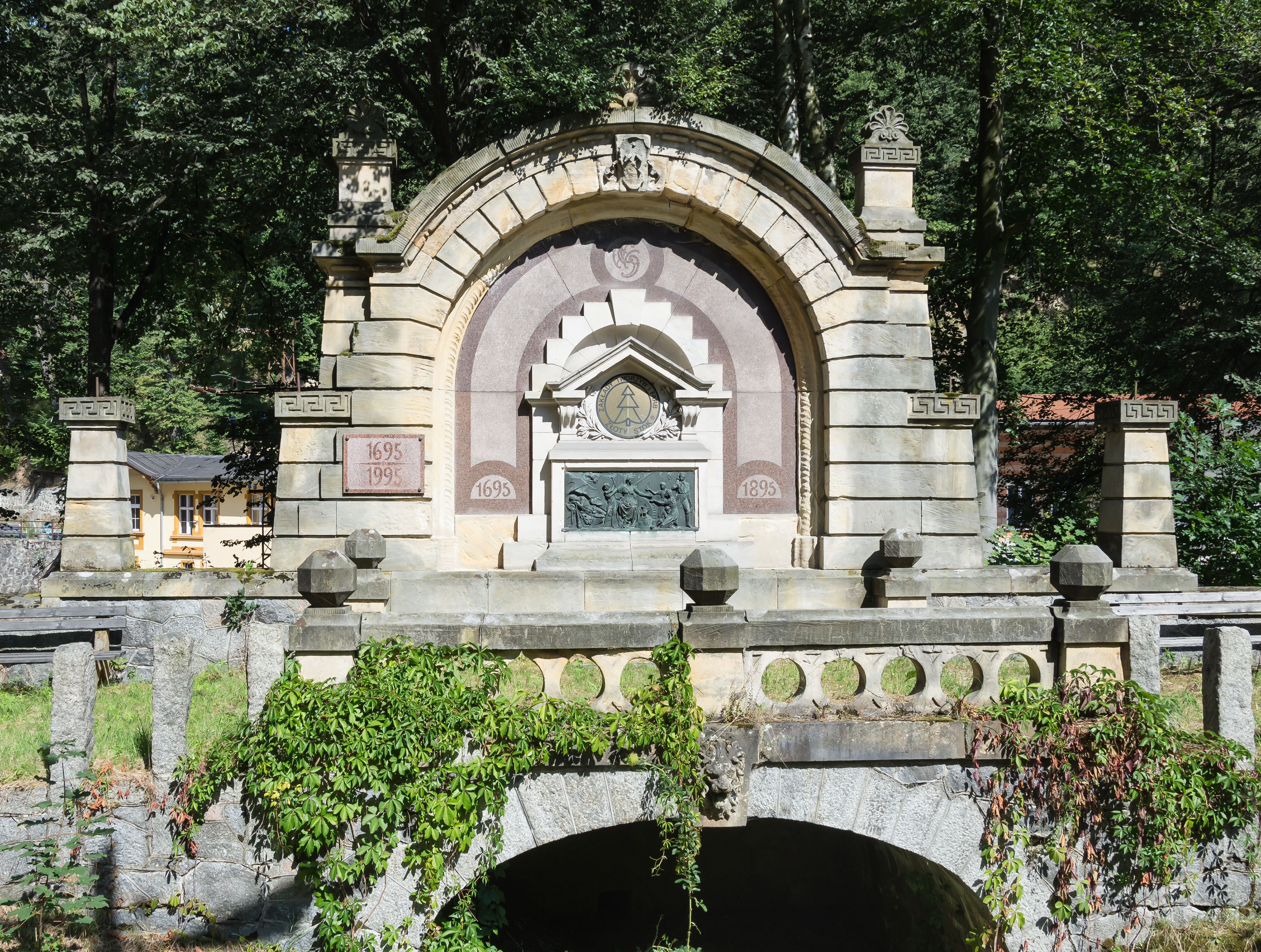
Pomnik 200-lecia fabryki prochów

Mąkolno (tuż po wojnie Manfredowice, niem. Maifritzdorf) – wieś w Polsce położona w województwie dolnośląskim, w powiecie ząbkowickim, w gminie Złoty Stok.
Mąkolno to wieś łańcuchowa o długości 4 km jej zasadnicza, północna część leży na granicy Gór Złotych i Obniżenia Paczkowskiego, południowa w Górach Złotych, nad potokiem Mąkolnica, na wysokości około 280–410 m n.p.m..
W latach 1954–1972 wieś należała i była siedzibą władz gromady Mąkolno. W latach 1975–1998 miejscowość administracyjnie należała do województwa wałbrzyskiego. W południowej części wsi znajdują się niestandaryzowane przysiółki: Zakład i Góry. Teren ten jest zbiorczo oznaczony Mąkolno II na jednej z map.

## Toponimia
Pierwsza wzmianka o wsi pochodzi z 1260 roku, w której występuje pod nazwą villa Meifridi. W 1316 jako Meynfridisdorf, jest to zniekształcona nazwa Manfredsdorf. Nazwa pochodzi od germańskiego imienia Manfred. Do końca II wojny światowej wieś nazywała się Maifritzdorf. Tuż po wojnie wieś zaczęto nazywać Manfredowice. Oficjalną nazwę Mąkolno nadano w 1947 roku.

## Historia
Mąkolno powstało najprawdopodobniej ok. 1230 roku na terenie lasu jaki został przyznany opactwu cystersów w Kamieńcu Ząbkowickim od Henryka IV Probusa. Zostało ono zasiedlone przez Niemców wraz z pobliskimi wsiami na terenie Przesieki Śląskiej. Pierwsza wzmianka o miejscowości pochodzi z 1260 roku. W 1335 po raz pierwszy wzmiankowany jest kościół. W 1625 roku powstał tu pierwszy młyn prochowy. 13 lutego 1692 Hans Krahl otrzymał od cesarza Leopolda I koncesję na rozpoczęcie produkcji prochu czarnego w Mąkolnie, na 3 młynach. W 1695 pozwolenie otrzymał od opactwa. W 1722 roku wzniesiono obecny kościół. W 1747 roku była to już duża wieś z kościołem, dworem, 3 młynami wodnymi i 6 młynami prochowymi. W 1825 roku w miejscowości było 136 budynków, między innymi: kościół parafialny i szkoła katolicka, szpital, tartak, młyn wodny i duża fabryka prochu. W 1840 liczba budynków wzrosła do 140, ponadto we wsi pojawiła się karczma oraz browar. W 1895 roku w miejscowości powstała kopalnia, która działała do 1945 roku. W tym samym roku postawiono pomnik z okazji 200-lecia działalności fabryki prochu. Po 1945 roku Mąkolno pozostało wsią rolniczo-przemysłową. W 1978 roku było tu 106 gospodarstw rolnych, w 1988 roku ich liczba zmalała do 65.

## Hanyszów
Obszar na południowy wschód od wsi, na zboczu góry Haniak, na którym jest 10 luźno rozrzuconych gospodarstw, nazywany jest Hanyszów.

## Zabytki
Do wojewódzkiego rejestru zabytków wpisany jest kościół parafialny pw. św. Marii Magdaleny, barokowy z XVIII w. (1729-1732).
Do miejscowości przypisuje się fabrykę prochu, choć większość jej zabudowań leży na terenie wsi Chwalisław, od 1692 roku produkuje się tu czarny proch – jest ona najstarszą czynną fabryką prochu czarnego na świecie.
W fabryce prochu było kilka eksplozji:
- październik 1893 (dwa budynki uległy zniszczeniu)
- 24 marca 1894 (zginęło 2 pracowników)
- 15 grudnia 1904 (zginęło 8 osób)
- 1960 (zginęła 1 osoba)[16]
- 17 maja 2017 (zginęły 2 osoby, a 15 zostało rannych)[15][17]